# Mareks Ārents
Mareks Ārents (né le 6 août 1986 à Riga) est un athlète letton, spécialiste du saut à la perche.
Le 1er juillet 2015, il porte son record à 5,65 m à Prague puis à 5,70 m le 8 juin 2016, ce qui lui permet de réaliser les minimas pour les Jeux olympiques de Rio.

## Records
| Épreuve          | Épreuve   | Marque | Lieu               | Date            |
| ---------------- | --------- | ------ | ------------------ | --------------- |
| Saut à la perche | Plein air | 5,70 m | Jablonec nad Nisou | 8 juin 2016     |
| Saut à la perche | Salle     | 5,60 m | Kuldīga            | 23 février 2013 |